# Zumar

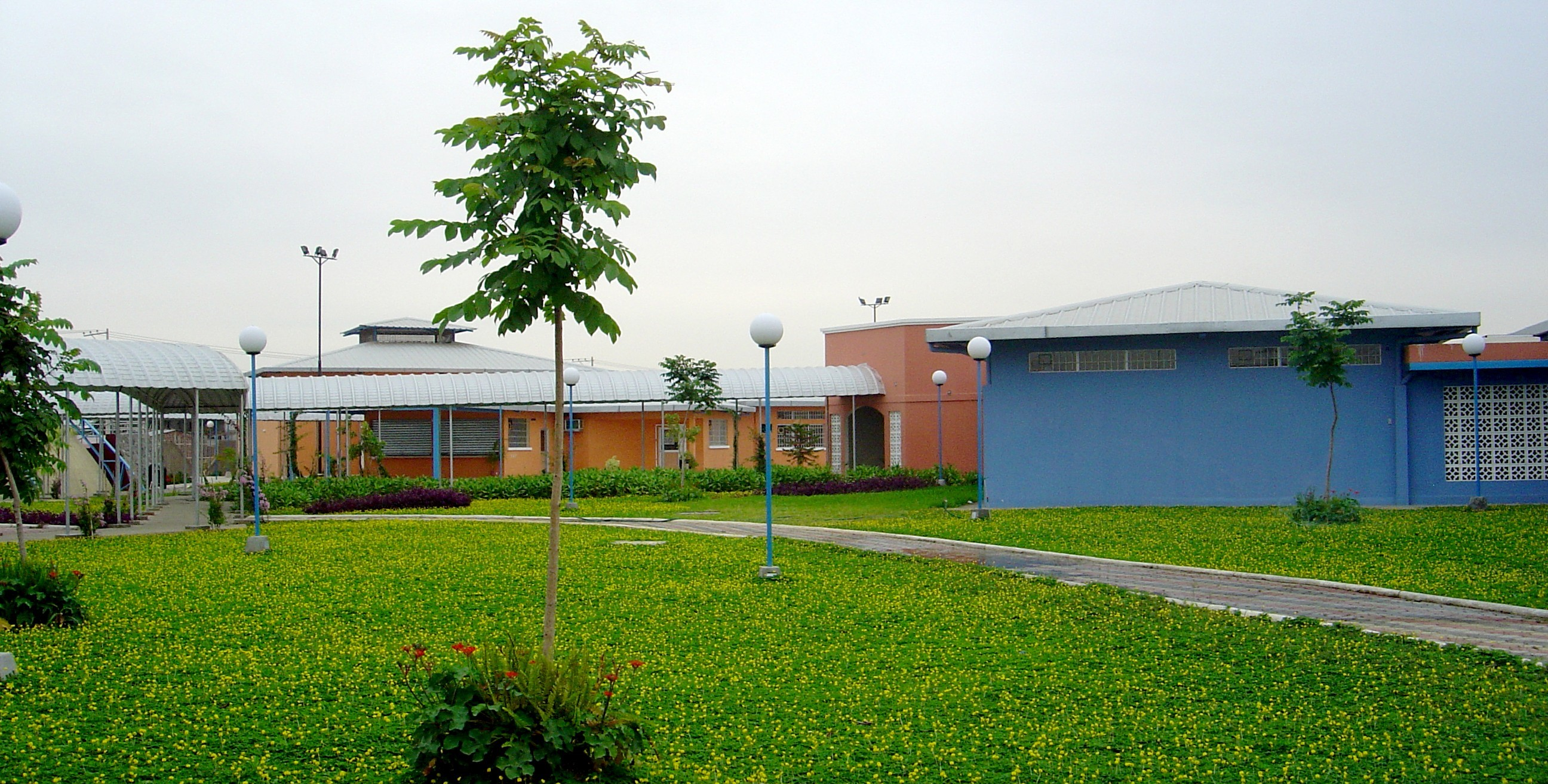
Centro Polifuncional Zumar

ZUMAR es una Unidad Ejecutora de la Dirección de Acción Social y Educación de la Municipalidad de la ciudad de Guayaquil. Fue inaugurado el 30 de julio de 2004.

## Descripción
El nombre ZUMAR viene de Zona Urbano Marginal, se inició como un Proyecto del Convenio de Financiación entre la Unión Europea y la Municipalidad de Guayaquil, que se ejecutó entre 2002-2006, con el objetivo de mejorar la calidad de vida de la población de Bastión Popular, rompiendo las dinámicas de marginalización y con énfasis en la población más desprotegida como niñez, mujeres y  juventud, y desarrollar como estrategia de sostenibilidad la capacidad de gestión local barrial en este sector de intervención, utilizando una metodología participativa y con enfoque integral. 
Para asegurar la continuidad de los programas y servicios sociales del convenio y de los servicios que se brindan desde el Centro Polifuncional en el 2009, la Municipalidad de Guayaquil, mediante resolución administrativa, constituyó a ZUMAR como una Unidad Ejecutora de la Dirección de Acción Social y Educación, con fecha 17 de noviembre de 2014, en la Gaceta Oficial del Gobierno Autónomo Descentralizado Municipal de Guayaquil.

## Organización del Programa
ZUMAR en sus inicios contó con la supervisión y vigilancia de dos tutores:
- La Delegación de la Unión Europea en el Ecuador; y ,
- La Muy Ilustre Municipalidad de Guayaquil, quien ha delegado para este fin a la Dirección de Acción Social y Educación (DASE)

La gestión del Programa del 2002 al 2006 contó con autonomía técnica, administrativa y financiera. Fue dirigido por dos codirectores, uno nombrado por la Municipalidad de Guayaquil/DASE, y otro nombreado los la Unión Europea.